# Firewatch
Firewatch este un joc video first-person de aventură și mister, dezvoltat de Campo Santo și publicat de Campo Santo și Panic. Jocul a fost lansat în februarie 2016 pentru Linux, Microsoft Windows, OS X, PlayStation 4, și ulterior pentru Xbox One în septembrie 2016.
Povestea urmărește un pădurar pe nume Henry, din Pădurea Națională Shoshone, în anul 1989, la puțin timp după incendiile din Yellowstone din 1988. La o lună după ce a primit slujba, lucruri stranii încep să se petreacă, atât lui, cât și superioarei sale, Delilah, care se leagă cu niște evenimente ce s-au petrecut în acel loc în urmă cu câțiva ani. Henry interacționează cu Delilah folosind o stație de emisie-recepție, jucătorul având opțiuni de replici pentru a comunica. Schimburile sale de replici cu Delilah influențează felul în care se dezvoltă relația dintre cei doi. Jocul a fost regizat de Olly Moss și Sean Vanaman, scenariul scris de Chris Remo, Jake Rodkin, Moss și Vanaman, și produs de Gabe McGill și artista Jane Ng. Lumea jocului a fost modelată de Ng, și s-a bazat pe o pictură de-a lui Moss. Designul este inspirat din reclamele New Deal de la Serviciul Național al Parcurilor și de cercetări întreprinse la Parcul Național Yosemite.
Jocul a fost primit pozitiv de către critici, la capitolele poveste, personaje, dialog, gameplay, și design, dar finalul a fost criticat. Firewatch a câștigat premiul de Cea mai bună experiență vizuală 3D la premiile Unity 2016, Cel mai bun joc independent la Premiile Golden Joystick 2016, Cea mai bună narațiune la Premiile Game Developers Choice 2017 și Cel mai bun joc de debut la Premiile British Academy Games 2017. La sfârșitul anului 2016, jocul a fost vândut în peste 1 milion de copii. Un film bazat pe acest joc este în dezvoltare.

## Gameplay

Henry interacționează cu Delilah prin intermediul walkie-talkie-ului.

Firewatch este un joc video first-person de aventură care are loc în statul american Wyoming în anul 1989. Jucătorul își asumă rolul lui Henry, un pădurar ce este trimis în Pădurea Națională Shoshone. Prin explorarea mediului înconjurător, Henry descoperă indicii despre întâmplările misterioase din vecinătate, care au legătură cu răscolirea turnului său în timp ce el patrula, dar și despre o figură sumbră care apare ocazional și îl privește de la depărtare.
Singura formă de comunicare a lui Henry este o stație de emisie-recepție, prin care o poate contacta pe superioara sa, Delilah. Jucătorii pot alege dintr-un număr de replici pentru a interacționa cu ea sau pot alege să nu comunice cu ea. Alegerile jucătorului vor influența tonul relației acestuia cu Delilah. Pe vreme ce povestea avansează, noi zone vor fi disponibile jucătorului. Jocul conține și un ciclu noapte-zi. Obiectele găsite în sălbăticie pot fi păstrate pentru utilizări ulterioare.

## Povestea
După incendiile din Yellowstone din 1988, Henry (Rich Sommer) acceptă slujba de pădurar în Pădurea Națională Shoshone, după ce soția sa, Julia, a fost recent diagnosticată cu un stadiu timpuriu de demență. În prima zi, Delilah (Cissy Jones), o altă pădurară, îl contactează printr-o stație de emisie-recepție pentru a investiga niște artificii lansate ilegal lângă lac. Acolo, el găsește două adolescente ce făceau plajă nud, care îl acuză că le spiona. Pe drumul înapoi, el găsește o peșteră închisă și observă o figură stranie. Henry își descoperă turnul răscolit. 
A doua zi, Delilah îi cere lui Henry să investigheze niște linii de comunicație căzute. Acolo, el descoperă firele tăiate și un bilet de la fete. El și Delilah hotărăsc să le sperie bine de tot, iar acesta găsește locul unde au campat, dar este abandonat. Un bilet lăsat de fete în acel loc îi acuză pe Henry că le-a distrus locul de campare și că le-a furat lucrurile personale.
Ulterior, Henry găsește un rucsac vechi și un aparat foto de unica folosință, care îi aparțin unui băiat pe nume Brian, iar Delilah îi spune că el a fost fiul lui Ned (Mac Brandt), un coleg pădurar. Ned era un om ce își petrecea timpul doar în aer liber și care bea foarte mult datorită experiențelor traumatizante din Războiul din Vietnam, în timp ce fiul său, Brian, adora poveștile de fantezie și jocurile de roluri. Deși regulile companiei nu permiteau angajaților să-și aducă copii la turn, Delilah ascundea asta față de superiorii ei pentru că Brian era simpatic. Brian și Ned au dispărut la un moment dat fără urmă. 
Cele două adolescente sunt date dispărute. Temându-se de o investigație, Delilah minte și spune că nici ea și nici Henry nu le-au văzut vreodată pe fete. A doua zi la lac, Henry descoperă un radio și un bilet care conține conversațiile sale cu Delilah. Este doborât și descoperă după ce se trezește că biletul și radioul au dispărut. Henry descoperă și intră într-o zonă guvernamentală de cercetare și descoperă echipamente de supraveghere, dar și numeroase rapoarte despre viețile lor private și stenograme cu conversațiile dintre el și Delilah. După ce confiscă un dispozitiv de urmărire, părăsește zona. 
Henry și Delilah pun la cale distrugerea taberei guvernamentale, dar se răzgândesc. În timp ce Henry se întoarce, cineva incendiază tabăra. Folosind dispozitivul de urmărire, el găsește un rucsac ce conține cheile de la poarta peșterii. Delilah raportează că cineva se află în turnul lui Henry; când acesta ajunge acolo, găsește un walkman cu conversațiile incriminatorii în care el și Delilah plănuiau să distrugă tabăra.
După ce Henry intră în peșteră, cineva încuie poarta imediat. El găsește o ieșire separată și descoperă un locșor folosit de Brian pentru a scăpa de tatăl său atunci când acesta încerca să-l învețe cum să se cațere. Henry continuă să exploreze cu ajutorul echipamentului rămas la tabăra lui Brian și descoperă cadavrul mumificat al lui Brian la fundul cavernei. Delilah este supărată și se învinovățește pentru că i-a permis lui Brian să stea. 
Următoarea zi, incendiul din tabăra guvernamentală devine periculos, iar un ordin de evacuare este trimis fiecărui pădurar. În timp ce Henry se pregătește să plece, semnalul dispozitivului începe să bipăie. Urmărește semnalul și descoperă o casetă de la Ned, în care acesta mărturisește că moartea lui Brian a fost un accident, datorită lipsei băiatului de experiență la cățărat. Nedorind să se întoarcă în societate, Ned a hotărât să trăiască în sălbăticie. Henry găsește tabăra lui Ned, împreună cu lucruri de la zona guvernamentală, de la turnuri și de la adolescente; Delilah confirmă că ele sunt în siguranță. Tabăra guvernamentală folosea echipamentul pentru a studia fauna, dar Ned îl utiliza pentru a se asigura că nimeni nu-l va găsi și pentru a-l speria pe Henry. Delilah îl învinovățește pe Ned pentru moartea lui Brian și pleacă cu elicopterul, spunându-i lui Henry să se întoarcă la soția sa. El se duce la turnul ei, acolo unde un elicopter îl așteaptă, iar el și Delilah își iau la revedere prin radio.

## Dezvoltare

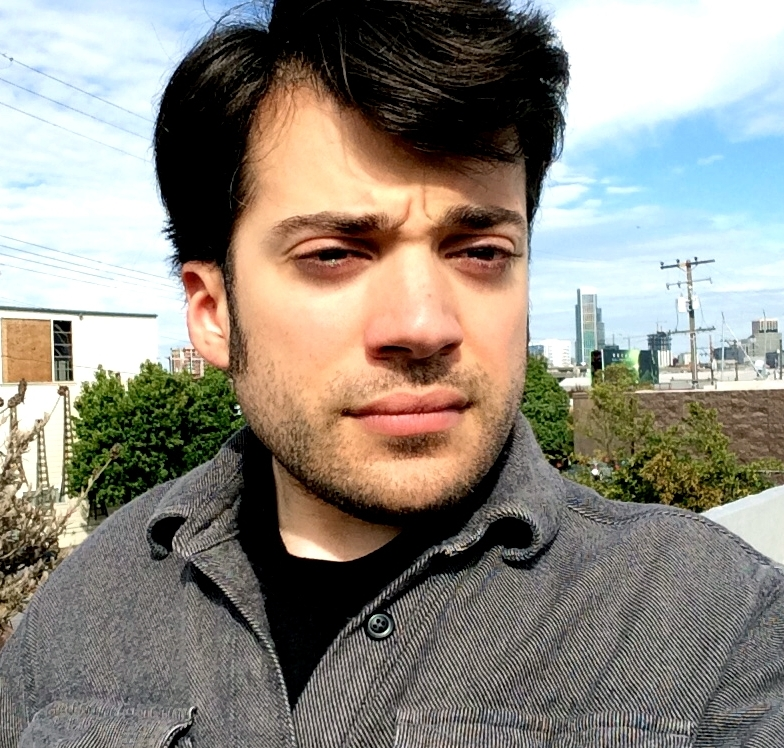
Chris Remo a fost designerul, scenaristul și compozitorul jocului.

Firewatch este primul joc video al celor de la Campo Santo, și a fost creat de Jake Rodkin și Sean Vanaman, foști directori de creație la The Walking Dead; Nels Anderson, designer al jocului Mark of the Ninja; și artistul Olly Moss. Chris Remo a fost implicat în multe aspecte ale designului, și a fost și compozitorul jocului.
Dezvoltarea pentru Firewatch a început dintr-o pictură de-a lui Moss. Jane Ng, artista principală de la Campo Santo, i-a fost dată misiunea de a transpune pictura lui Moss într-un mediu 3D, dar să păstreze stilul și elementele viziunii sale artistice. Lui Moss, care era cunoscut pentru lucrările sale grafice, i s-a alăturat lui Vanaman și Rodkin în fondarea Campo Santo, după ce a petrecut mulți ani lucrând la periferia dezvoltatorilor de jocuri. Pentru a crea respectiva pictură, Moss s-a inspirat din afișe ale Serviciului Național al Parcurilor din era New Deal. Echipa de dezvoltare a întreprins și o călătorie cu cortul prin Parcul Național Yosemite, pentru inspirație, unde au vizitat un turn de veghe construit în același fel ca și cel din joc. Jocul este inspirat și din experiența lui Vanaman și Anderson, care au crescut în partea rurală a Wyoming-ului.
Firewatch rulează pe motorul grafic Unity. Ng nu a fost de acord cu uneltele pentru crearea copacilor, și a modelat manual 23 de tipuri de copaci care au fost plasați în joc de 4.600 de ori. Un shader modificat a fost implementat pentru a produce un foliaj mai stilizat și simplificat. Turnurile din joc au fost construite conform specificațiilor guvernului, utilizându-se mărimea standard a buștenilor, după ce prima încercare a lui Ng a fost nesatisfăcătoare.
Interacțiunea prin stații de emisie-recepție din Firewatch este inspirată din relația jucătorului cu personajul Atlas din BioShock, precum și din sistemul de dialog din jocurile The Walking Dead.  Într-un anumit moment al dezvoltării, s-a intenționat ca protagonistul să poată comunica cu mai multe personaje, precum drumeți, dar ideea a fost abandonată datorită timpului scurt pe care echipa și l-a impus. Echipa a sperat să evite lucrul la sincronizarea dialogului cu mișcarea buzelor și să reducă animațiile necesare datorită numărului mic de oameni și al resurselor.
Primul capitol al jocului conține melodia „Push Play” a lui Joy Chun și Nate Bosley, de pe albumul lor synthwave Let's Get Electric (2014), care descrie un act de synthpop din anii '80, cunoscut ca și Cheap Talk. Melodia „Tell It to My Heart” a lui Taylor Dayne a fost cealaltă alegere, dar Vanaman a considerat piesa ca fiind prea impunătoare, dar și prea costisitoare pentru a fi licențiată. Când a realizat că ar costa prea mult și să comande un cântec, Remo a căutat o piesă în stilul anilor '80, realizată de un artist independent, ceea ce a dus la folosirea melodiei „Push Play”. Piesa conține o combinație de chitară electrică și chitară acustică, chitară bas și orgă, cu mostre de la Fender Rhodes în locul pianului. Remo a cântat el însuși la instrumente.
Jocul a fost anunțat în martie 2014, lansarea sa fiind inițial programată pentru anul 2015. La GDC, compania a găzduit un playtest public, iar artista Jane Ng a găzduit o expoziție cu designul și estetica jocului, numită The Art of Firewatch. În 2015, echipa a participat la E3 și a confirmat că singura consolă pe care va fi lansat jocul va fi PlayStation 4. Cu toate acestea, o versiune pentru Xbox One s-a lansat în America de Nord pe 21 septembrie 2016, conținând un tur audio și un mod free-roam. Din cauza problemelor de rating, versiunea a fost amânată pentru Europa până pe data de 30 septembrie
 și pentru Australia și Noua Zeelandă până pe data de 14 octombrie.
Utilizatorii de HTC Vive și ochelari VR Oculus Rift pot face un tur al turnului lui Henry prin aplicația Destinations de pe Steam. Pentru acest lucru, scena a fost reconstruită cu ajutorul motorului de joc Source.
 Firewatch a devenit compatibil pentru PlayStation 4 Pro odată cu lansarea sa din 10 noiembrie, suportând rezoluție 4K și HDRI. Modul free-roam a devenit disponibil ulterior și pentru PlayStation 4 Pro și Steam.
Având un parteneriat cu Limited Run Games, Campo Santo a distribuit 10.000 de copii ale jocului pentru PlayStation 4. 4.800 de copii au devenit disponibile pe site-ul Limited Run Games începând cu 16 decembrie 2016, în timp ce 2.500 au devenit disponibile pe site-ul Campo Santo începând cu 16 ianuarie 2017.
În aprilie 2018, Campo Santo a anunțat că jocul va fi lansat pentru Nintendo Switch ulterior în anul respectiv. Ulterior s-a specificat că portarea pentru Nintendo Switch reprezintă o versiune extrem de optimizată a jocului și că actualizarea va fi disponibilă și pentru alte platforme. În plus, versiunea pentru Nintendo Switch va conține câteva elemente exclusive.

## Recepție
Firewatch a primit recenzii „majoritar favorabile”, conform site-ului Metacritic.
Steven Hansen de la Destructoid a lăudat gameplay-ul asistat de arborele de dialog, precum și vocile personajelor. Cel mai bun lucru al jocului, conform lui Hansen, a fost „coeziunea tematică”, care orbita în jurul izolării auto-impuse. Sunetul a fost lăudat pentru că evoca un simț al fricii Hitchcockian. Jeff Cork de la Game Informer a scris, „Am fost imediat atras de lumea jocului, parțial datorită puterii secvenței introductive simple, dar și datorită noutății de a lua parte la ceva așa de obișnuit”. Cork a observat că dialogul interactiv, cu toate că este simplu, „aduce viață jocului” și a numit conversațiile „naturale” și „incitante”. El s-a distrat explorând mediul forestier, dar cu toate acestea a simțit finalul ca fiind nesatisfăcător în comparație cu întâmplările din poveste.

Scott Butterworth de la GameSpot a crezut că uneltele de navigație – un compas compact și o hartă din hârtie – au fost „captivante” dar „ocazional frustrante”. A mai considerat că frumusețea vizuală a cadrului a încurajat explorarea și a notat că sunetul completa atmosfera. Alegerea dezvoltării personajelor prin dialog a fost „curajoasă” și „admirabilă”, el spunând că este „o ilustrație răbdătoare și verosimilă a cum doi oameni ajung să se bazeze și să le pese unul de celălalt”. Conform lui Butterworth, vocea personajelor a fost splendidă și plină de nuanță emoțională, de vreme ce el s-a atașat de personaje.
 Justin Towell de la GamesRadar a descris Firewatch ca fiind „una dintre cele mai fascinante distracții pe care le-am experimentat”. El a lăudat vocile personajelor, pentru că au definit personalitățile fiecăruia. Towell a adăugat că muzica și sunetul au lucrat bine împreună la atmosferă. Cu toate acestea, el a remarcat și câteva probleme de continuitate, care l-au lăsat nedumerit. Ryan McCaffrey de la IGN a lăudat realismul cadrului, aclamând gameplay-ul și designul stilizat. El a lăudat și scenariul, spunând că vocile personajelor au fost punctul forte al jocului. Despre povestire, McCaffrey a spus, „Este tensionată, înspăimântătoare, și amuzantă – uneori toate în același moment. Nu multe jocuri se pot lăuda cu asta”. El a considerat finalul polarizator, datorită creșterii promițătoare a poveștii. Colin Campbell de la Polygon a apreciat folosirea umorului și a empatiei în dezvoltarea personajelor și a considerat că misterul din joc a dat roade, iar povestea este „elegantă” și „satisfăcătoare”. El a criticat finalul, spunând că este nereușit.

### Vânzări
La o lună după ce s-a lansat, jocul a fost vândut în peste 500.000 de copii. La sfârșitul anului 2016, jocul a fost vândut în peste 1 milion de copii.

### Premii
| An   | Premiu                                       | Categorie                                                                | Rezultat     | Ref           |
| ---- | -------------------------------------------- | ------------------------------------------------------------------------ | ------------ | ------------- |
| 2016 | Premiile Unity 2016                          | Cel mai bun joc pentru desktop/consolă                                   | Nominalizare | [ 49 ]        |
| 2016 | Premiile Unity 2016                          | Cea mai bună experiență vizuală 3D                                       | Câștigat     | [ 49 ]        |
| 2016 | Premiile Golden Joystick 2016                | Cel mai bun joc original                                                 | Nominalizare | [ 50 ] [ 51 ] |
| 2016 | Premiile Golden Joystick 2016                | Cea mai bună poveste                                                     | Nominalizare | [ 50 ] [ 51 ] |
| 2016 | Premiile Golden Joystick 2016                | Cel mai bun design vizual                                                | Nominalizare | [ 50 ] [ 51 ] |
| 2016 | Premiile Golden Joystick 2016                | Cel mai bun joc independent                                              | Câștigat     | [ 50 ] [ 51 ] |
| 2016 | Premiile Golden Joystick 2016                | Jocul anului pentru PlayStation                                          | Nominalizare | [ 50 ] [ 51 ] |
| 2016 | Premiile Game 2016                           | Cea mai bună narațiune                                                   | Nominalizare | [ 52 ]        |
| 2016 | Premiile Game 2016                           | Cel mai bun design                                                       | Nominalizare | [ 52 ]        |
| 2016 | Premiile Game 2016                           | Cea mai bună performanță (Cissy Jones în rolul lui Delilah)              | Nominalizare | [ 52 ]        |
| 2016 | Premiile Game 2016                           | Cea mai bună performanță (Rich Sommer în rolul lui Henry)                | Nominalizare | [ 52 ]        |
| 2016 | Premiile Game 2016                           | Cel mai bun joc independent                                              | Nominalizare | [ 52 ]        |
| 2016 | Cel mai bun joc PC Gamer 2016                | Cel mai bun scenariu                                                     | Câștigat     | [ 53 ]        |
| 2016 | Premiile Giant Bomb 2016                     | Cea mai bună muzică                                                      | Nominalizare | [ 54 ]        |
| 2016 | Premiile Giant Bomb 2016                     | Cea mai bună poveste                                                     | Nominalizare | [ 55 ]        |
| 2017 | Premiile Polygon 2016                        | Jocul anului                                                             | Câștigat     | [ 56 ]        |
| 2017 | Premiile PlayStation Blog 2016               | Cel mai bun joc independent                                              | Câștigat     | [ 57 ]        |
| 2017 | Premiile Dezvoltatorilor de Jocuri           | Premiul de inovație                                                      | Nominalizare | [ 58 ] [ 59 ] |
| 2017 | Premiile Dezvoltatorilor de Jocuri           | Cea mai bună narațiune                                                   | Câștigat     | [ 58 ] [ 59 ] |
| 2017 | Premiile Dezvoltatorilor de Jocuri           | Cel mai bun design                                                       | Nominalizare | [ 58 ] [ 59 ] |
| 2017 | Premiile Dezvoltatorilor de Jocuri           | Jocul anului                                                             | Nominalizare | [ 58 ] [ 59 ] |
| 2017 | Premiile D.I.C.E.                            | Cel mai bun design                                                       | Nominalizare | [ 60 ]        |
| 2017 | Premiile D.I.C.E.                            | Cel mai bun personaj (Delilah)                                           | Nominalizare | [ 60 ]        |
| 2017 | Premiile D.I.C.E.                            | Cel mai bun personaj (Henry)                                             | Nominalizare | [ 60 ]        |
| 2017 | Premiile D.I.C.E.                            | Cea mai bună poveste                                                     | Nominalizare | [ 60 ]        |
| 2017 | Premiile D.I.C.E.                            | Jocul de aventură al anului                                              | Nominalizare | [ 60 ]        |
| 2017 | Premiile D.I.C.E.                            | Premiul Sprite D.I.C.E.                                                  | Nominalizare | [ 60 ]        |
| 2017 | Premiile Academiei Naționale de Jocuri Video | Cea mai bună performanță într-o dramă (Cissy Jones în rolul lui Delilah) | Nominalizare | [ 61 ]        |
| 2017 | Premiile Academiei Naționale de Jocuri Video | Cea mai bună performanță într-o dramă (Rich Sommer în rolul lui Henry)   | Câștigat     | [ 61 ]        |
| 2017 | Premiile Academiei Naționale de Jocuri Video | Cel mai bun scenariu de dramă                                            | Câștigat     | [ 61 ]        |
| 2017 | Premiile Academiei Naționale de Jocuri Video | Cel mai bun joc original de aventură                                     | Câștigat     | [ 61 ]        |
| 2017 | Academia Britanică de Jocuri                 | Cel mai bun joc                                                          | Nominalizare | [ 62 ]        |
| 2017 | Academia Britanică de Jocuri                 | Cel mai bun debut                                                        | Câștigat     | [ 62 ]        |
| 2017 | Academia Britanică de Jocuri                 | Cea mai bună inovație                                                    | Nominalizare | [ 62 ]        |
| 2017 | Academia Britanică de Jocuri                 | Cea mai bună narațiune                                                   | Nominalizare | [ 62 ]        |
| 2017 | Academia Britanică de Jocuri                 | Cea mai bună proprietate intelectuală                                    | Nominalizare | [ 62 ]        |
| 2017 | Academia Britanică de Jocuri                 | Cea mai bună performanță (Cissy Jones în rolul lui Delilah)              | Câștigat     | [ 62 ]        |
| 2017 | Premiile Edge 2016                           | Cea mai bună narare                                                      | Câștigat     | [ 63 ]        |

## Film
În septembrie 2016, a fost anunțat că editorul Campo Santo a intrat într-un parteneriat cu casa de producție Good Universe pentru a adapta jocul într-un film.